# هيلين ستوري
هيلين ستوري (بالإنجليزية: Helen Storey)‏ هي مصممة أزياء بريطانية، ولدت في 1960.